# 陳鴻寿

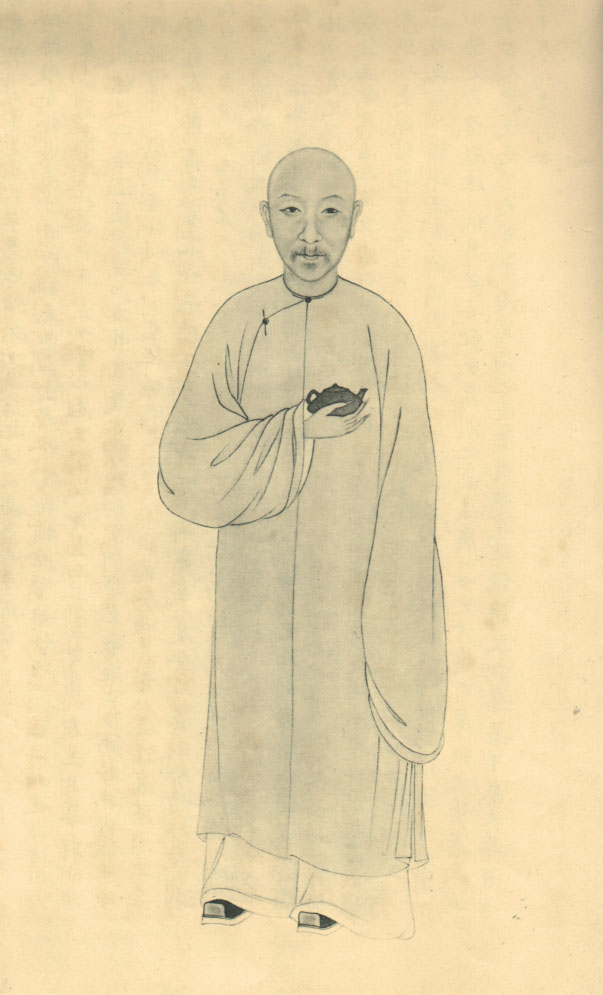
陳鴻寿

陳 鴻寿（ちん こうじゅ、1768年 - 1822年）は、中国清朝中期の篆刻家・書家・画家である。西泠後四家に加えられる。
字は子恭、号は曼生・曼寿・種楡道人。杭州府銭塘県の人。

## 略伝
贛楡県及び溧陽県の知県を歴任した後、淮安府海防同知を歴任した。文章・詩文に優れ、書は特に隷書に優れ創意があった。溧陽知県であった時、隣接する宜興県は砂壺の生産で知られていたが、自身も十八種類の砂壺のスタイルを考案し、また、砂壺の本体に装飾として銘文を刻することも考案し、そうして制作されたものが、後に「曼生壺」と呼ばれて人気を呼んだ。篆刻は丁敬・黄易を宗とし、その師法を基礎に自由で堂々とした作風だった。印刀はまるで筆を使うがごとくだった。

## 著書
- 『種楡仙館詩鈔』
- 『桑連理館集』
- 『種楡仙館掌印』